# 孟季子
孟季子，戰國時人，生卒年不詳。可能是孟仲子之弟，因此為孟子之子或孟子堂弟，也有說認為其為孟子弟子。孟季子支持告子「仁內義外」之論，因此也有人認為孟季子應非孟子親近之人，而應與《孟子》中記載的任國國君之弟季任（屋廬子稱其為季子）為同一人，「孟」字為宋代後誤刊。

## 生平
孟季子曾問公都子，為何說義是內在的。孟季子舉例，內心尊敬兄長，卻先斟酒給鄉人，代表義的表現在外，而與內心不同。公都子無法回答，便求問孟子。孟子回答，先斟酒給鄉人，是因為鄉人在客位的緣故。孟季子聽聞後不服，認為既然所尊敬之人會隨外在條件所改變，那就更證明義在外。公都子便說，若依此理，冬天喝湯、夏天飲水，則飲食也是在外的了。